# Masta Ex
 (novembre 2024).
Masta Ex, aussi connu sous le pseudonyme de Killuminaty, est un vidéaste web et rappeur connu pour ses vidéos conspirationnistes, dans lesquelles il dénonce d'un point de vue islamique des supposés symboles sataniques dans la musique et les clips de rappeurs populaires.
En 2019, il est condamné à six mois de prison avec sursis pour apologie du terrorisme après la diffusion d'un clip évoquant les attentats du 13 novembre 2015.
En 2020, son association « Killuminateam » est dissoute pour provocation à la haine et apologie du terrorisme, et il est condamné à huit ans de prison ferme pour provocation à des actes terroristes et menace de crime contre personne dépositaire de l'autorité publique.

## Biographie
Masta Ex, également connu sous l'alias Killuminaty, acquiert une large visibilité en tant que vidéaste sur les réseaux sociaux, en particulier YouTube, où, s'appuyant sur une vision syncrétique entre islam et complotisme, il publie des vidéos de « décryptage » de symboles supposément sataniques cachés au sein de la musique ou des clips de rappeurs populaires. Ses vidéos dénoncent ces artistes, accusant certains d’entre eux de takfîr ou même d'être associés au Sheitan ou au Dajjâl, en adoptant une approche littéraliste des paroles,.
Il est également rappeur et contrairement à l'interdiction radicale de la musique défendue par certains savants musulmans, Masta Ex adopte une position de « licéité conditionnée », considérant seulement certaines musiques comme sataniques.
En juin 2016, après que Masta Ex a prétendu que le clip de la chanson Sapés comme jamais du musicien Maître Gims aurait été tourné dans une mosquée, Gims dément la rumeur.
En décembre 2016, il est parodié par le rappeur Vald dans une vidéo dans laquelle le rappeur imite le style du vidéaste, analysant son propre clip Mégadose avec ironie, en y dénonçant des « messages sataniques » et des « triangles dissimulés »,.

## Affaires judiciaires

### Condamnations
En novembre 2019, il est condamné à six mois de prison avec sursis pour apologie du terrorisme, en raison de la diffusion sur YouTube d'un clip intitulé Terroriste, visionné plus de 32 000 fois, dans lequel il évoque les attentats du 13 novembre 2015 et exhorte à combattre les occidentaux, qualifiés de « soldats du Diable ». Suite à une perquisition menée par la police, des supports numériques et une arme neutralisée sont saisis à son domicile,.
En avril 2020, il est condamné à huit ans de prison ferme pour provocation directe à des actes de terrorisme et menace de crime contre personne dépositaire de l'autorité publique, notamment contre le président Emmanuel Macron et le ministre de l'Intérieur Christophe Castaner.

### Dissolution d'association
En février 2020, son association « Killuminateam – soldats dans le sentier d'Allah » est dissoute par décret du président Emmanuel Macron pour provocation à la haine et apologie du terrorisme. L'association, qui se présentait comme aidant les plus démunis, est accusée par le ministère de l'Intérieur de diffuser des messages complotistes, antisémites, antichrétiens et de soutenir des organisations liées au terrorisme à travers des vidéos en ligne,.